# Aspidosperma vargasii
Aspidosperma vargasii, kallad Västindisk eller Amerikansk buxbom är en oleanderväxtart som beskrevs av A. Dc.. Aspidosperma vargasii ingår i släktet Aspidosperma och familjen oleanderväxter. Inga underarter finns listade i Catalogue of Life.
Virket från Amerikansk buxbom har använts som ersättning för arter ur buxbomssläktet för tillverkning av klossar till träsnitt, träblåsinstrument med mera då den liknar denna.